# NGC 217
NGC 217 là một thiên hà xoắn ốc hoặc hình hạt đậu nằm cách Hệ Mặt trời khoảng 178 năm ánh sáng trong chòm sao Kình Ngư. Nó được phát hiện vào ngày 28 tháng 11 năm 1785 bởi William Herschel.